# Рания ал-Ясин
Рания ал-Абдула (на арабски: رانيا العبد الله, родена Рания ал-Ясин) е настоящата кралица на Йордания.

## Произход и образование
Родена е в йорданско семейство от палестински произход. Завършва средно образование в Кувейт. През 1991 г. завършва висше образование със степен бакалавър по специалността „Организация на производството“ в Американския университет в Кайро, Египет.

## Кралица на Йордания
На 10 юни 1993 г. се омъжва за принц Абдула II бин ал-Хусейн (сега крал на Йордания, тогава все още престолонаследник). Рания става кралица на Йордания след възкачването на съпруга ѝ Абдула II на трона. Двамата се срещат и запознават на вечеря през 1993 г. Два месеца по-късно те вече са сгодени и сключват брак. Интересен факт е, че Рания не става автоматично кралица. На 22 март 1999 г. тя получава тази титла със специален указ на своя съпруг. През 2004 г. крал Абдула я обявява за почетен полковник на йорданската армия.
Кралското семейство има 4 деца:
- принц Хюсеин, роден на 28 юни 1994 г.
- принцеса Иман, родена на 27 септември 1996 г.
- принцеса Салма, родена на 26 септември 2000 г.
- принц Хашим, роден на 30 януари 2005 г.

## Благотворителност
Кралица Рания е активно ангажирана с редица програми, борещи се за равноправие и развитие на образованието в йорданското общество. Международно е много активна в популяризирането на проекта „SOS Детски селища“ (SOS-Kinderdorf). Рания основава Jordan River Foundation – за малтретирани деца, член е на международната консултативна комисия към ООН в областите за опазване на околната среда и здравето. Участва в Световния икономически форум, в Глобалния алианс за ваксини и имунизации. От 2000 г. е начело на Кралската комисия по човешките права, както и на Националния съвет по семейните въпроси в Йордания. Поради нейната активна дейност и харизматичност Рания често е сравнявана с покойната Даяна (принцеса на Уелс).

## Светски живот
Кралица Рания Ал-Абдула е една от най-забележителните първи дами в арабския свят, превърнала се в символ на Йордания. За повечето хора кралица Рания е защитник на правата на жените и децата. Тя открито критикува т. нар. „убийства заради честта“ – обичаи, мъжете да убиват роднини от женски пол, обвинени в изневяра или загуба на своята девственост, преди да са сключили брак.
Освен чрез официалния си канал в YouTube Рания може да бъде открита във Facebook и Twitter.
Първата дама на Йордания има изцяло светски хобита, сред които са пристрастието ѝ към водните ски, бягането и колоезденето. Известна е със своите предпочитания към дизайнерските тоалети и не пропуска да демонстрира добра форма с елегантни дрехи. Тази ѝ страст започва още в Кайро, когато Рания завършва университета. Тя е влюбена в този луд, залят от пъстроцветна тълпа град, в улиците, в хаоса на уличното движение, в бреговете на Нил. Благодарение на баща си, тя е девойка от висшето общество – кара изумруден „Корвет“, облича се в дрехи на Дона Каран и Ив Сен Лоран, по време на ваканциите ходи в Англия, посещава светски събития. Тя е считана за една от най-добре облечените жени в световен мащаб. Неслучайно през 2005 г. Рания е обявена за третата най-красива жена в света и заема 81-во място в класацията на сп. „Форбс“ за 100-те най-влиятелни жени.
Кралица Рания често участва в различни публични покани. Така например през 2006 г. участва в шоуто на Опра Уинфри, където разяснява погрешните схващания относно исляма и ролята на жените в тази религия.
Кралското семейство обича да прекарва времето си заедно с децата в къщата им в Акаба, където посреща и гости на барбекю. Сред приятелите им са Чарлз (принц на Уелс) и Камила Паркър-Боулз. Te гостуват често в двореца, където лично крал Абдулла Втори готви.